# طرد اجتماعی

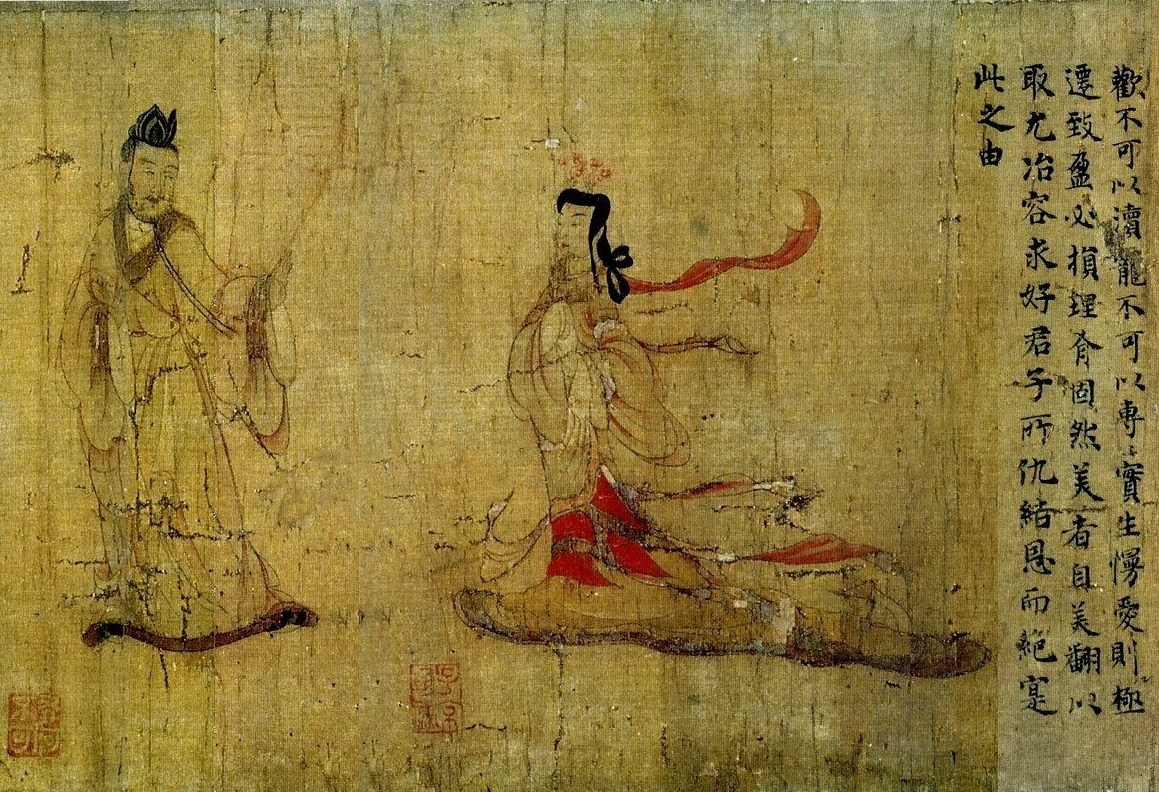
این صحنه از طومار پندها امپراتوری را نشان می‌دهد که از همسر خود روی می‌گرداند، دست خود را به نشانه طرد و با نگاهی تحقیرآمیز در چهره‌اش بالا می‌برد.

طرد اجتماعی یا واپس‌زنی اجتماعی (به انگلیسی: Social rejection) زمانی رخ می‌دهد که یک فرد عمدی از یک رابطه اجتماعی یا تعامل اجتماعی رانده شود. این موضوع شامل طرد بین‌فردی (یا طرد همسالان)، طرد عاشقانه و بیگانگی خانوادگی است. یک فرد می‌تواند توسط افراد یا گروهی از مردم رانده شود. علاوه بر این، طرد شدن می‌تواند فعال، با قلدری، تمسخر یا منفعلانه (با نادیده گرفتن یک فرد یا انجام «رفتار بی‌صدا») باشد. تجربه طرد شدن برای گیرنده ذهنی است و زمانی می‌توان آن را درک کرد که واقعاً وجود نداشته باشد. کلمه «طردگرایی» نیز معمولاً برای نشان دادن فرایند طرد اجتماعی استفاده می‌شود (در یونان باستان، طردگرایی نوعی تبعید موقت به دنبال رأی مردم بود).
اگرچه انسان‌ها موجوداتی اجتماعی هستند، اما برخی از سطوح طرد شدن بخشی اجتناب‌ناپذیر از زندگی است. با این وجود، طرد شدن زمانی می‌تواند به یک مشکل تبدیل شود که طولانی یا ثابت باشد، زمانی که رابطه مهم است، یا زمانی که فرد به شدت به طرد شدن حساس است. طرد شدن توسط یک گروه کامل از مردم می‌تواند اثر منفی ویژه‌ای داشته باشد، به‌ویژه زمانی که سبب انزوای اجتماعی شود.
تجربه طرد شدن گاه به تعدادی از پیامدهای روانی نامطلوب مانند تنهایی، اعتماد به نفس پایین، پرخاشگری و افسردگی سبب شود. همچنین در برخی موارد سبب احساس ناامنی و افزایش حساسیت نسبت به طرد شدن در آینده می‌شود.
به گفته کارن بیرمن از دانشگاه ایالتی پنسیلوانیا، بیشتر کودکانی که توسط همسالان خود طرد می‌شوند، یک یا چند مورد از الگوهای رفتاری زیر را نشان می‌دهند:
1. نرخ پایین رفتارهای اجتماعی، به عنوان مثال نوبت گرفتن، اشتراک‌گذاری.
2. نرخ بالای رفتار پرخاشگرانه یا تخریبی.
3. نرخ بالای رفتار بی‌توجهی، نابالغ یا تکانشگری.
4. میزان بالای اضطراب اجتماعی.